# 복분자로
복분자로(Bokbunja-ro)는 전북특별자치도 고창군 아산면 반암교차로에서 고창군 아산면 덕흥교차로 를잇는 도로이다.

## 주요 경유지
전북특별자치도
- 고창군 (아산면 . 부안면)

## 노선
| 이름         | 접속 노선                     | 소재지 | 소재지 | 비고 |
| ------------ | ----------------------------- | ------ | ------ | ---- |
| 반암 교차로  | 국도 제22호선 (선운대로)      | 고창군 | 아산면 |      |
| 반암교       |                               | 고창군 | 아산면 |      |
| 갈기재       |                               | 고창군 | 아산면 |      |
| 탑정삼거리   | 인천강변로                    | 고창군 | 아산면 |      |
| 용산2 교차로 | 지방도 제734호선 (용산용흥길) | 고창군 | 부안면 |      |
| 부안삼거리   | 지방도 제734호선 (인촌로)     | 고창군 | 부안면 |      |
| 덕흥 교차로  | 국도 제22호선 (선운대로)      | 고창군 | 부안면 |      |

## 주요 건물 및 시설
- 부안초등학교 (복분자로 806/오산리 202-2)
- 부안파출소 (복분자로 873/중흥리 177-12)